# Ligue de Lezha

Blason de la Ligue de Lezha.

La Ligue de Lezha était une alliance albanaise, créée en 1444 à Lezha (ville d'Albanie) et dissoute en 1479, pour résister à une invasion ottomane.
Considéré comme étant le premier État proprement albanais, il s'agissait d'une confédération dirigée par le monarque Gjergj Kastriot Skanderbeg et dont le pouvoir législatif reposait sur une assemblée de nobles.
La Ligue fut fondée le 2 mars 1444 par:
- Lekë Zaharia (seigneur de Shati et Deja), et ses vassaux Pal et Nikollë Dukagjini
- Pjetër Spani (seigneur des montagnes derrière Drishti)
- Lekë Dushmani (seigneur du Pult Mineur)
- George Strez, Jean et Strazimir Balsha (seigneurs de Misia, entre Kruja et Lezhë)
- Andrea Topia (seigneur de Scuria, entre Tirana et Durrès) et son neveu Tanush
- Gjergj Arianiti
- Theodor Corona Musachi
- Stefan Crnojević (seigneur du Haut Zeta)